# 2001年热带风暴尚塔尔
热带风暴尚塔尔（英語：Tropical Storm Chantal）是2001年大西洋飓风季的一场在8月穿越了加勒比海的北大西洋热带气旋。尚塔尔于8月14日由热带大西洋的一股东风波发展而成，其存在的大部分时间里都在快速向西移动，退化成东风波后穿越了向风群岛。尚塔尔在加勒比海两次达到时速110公里的最高风速，并且气象部门两次都预测风暴将达到飓风强度，但风切变和之后与陆地的相互作用都令风暴没能强化成飓风。到了8月21日，尚塔尔移动到了墨西哥和伯利兹边界海岸附近登陆，并于次日消散。
风暴在向风群岛引发的闪电导致特立尼达岛有两人间接死亡。尚塔尔给行进路途上的各地带去了小到中等程度的降雨，其中墨西哥的金塔纳罗奥州因此出现了大面积的泥石流。伯利兹因大浪、狂风和降雨所受到的经济损失共计为400万美元（2001年美元，相当于710萬2025年美元），总体上这场风暴所造成的损失很小。

## 气象历史
2001年8月11日，一股东风波离开非洲海岸。向西穿过热带大西洋后，其关联的深层对流迅速减少，不过到了8月13日，有一片广阔的低气压带和闭合环流沿东风波发展出来。由于外部环境有利于热带气旋的发展，系统的组织性逐渐获得了改善，不过起初其对流仍局限在接近环流中心的位置。8月14日，因中心西北部分的对流已经增强，系统组织性已经明显改善，其时位于向风群岛南端以东方向2400公里的东风波得以升级为热带低气压。
由于北面一个强烈副热带高压脊的影响，低气压快速地向西移动。而偏东方向的风切变也令系统的结构杂乱无章，不过气象预测认为有利于其强化的环境存在，系统将在48小时内发展达到热带风暴强度。计算机模拟预测低气压将在4天的发展后达到每小时185公里的风速。风暴中的带状特征增多，卫星图像显示其结构也在持续改善，到了协调世界时8月16日中午12点，位于巴巴多斯以东约595公里的低气压被升级为热带风暴尚塔尔。不过，一枚快速散射计卫星（QuikSCAT）收集的海洋风数据显示，系统中没有包含下层环流，而且在飓风季后的分析中，美国国家飓风中心估计系统这个时候并没有达到热带风暴级别，反而是退化成了东风波。一架飞入系统内的飓风猎人（Hurricane Hunters）侦察机收集的数据也确认了这个结论。
虽然风暴内部缺少闭合环流，但其总体结构依然井井有条，再加上有利于其发展的上层环境，系统仍然有可能再生成热带气旋。8月17日清晨，尚塔尔的残留以热带风暴强度风速穿过向风群岛。进入加勒比海后，系统行进速度减慢，其中对流格局扩大并且变得更加对称。飓风猎人飞机确定在圣克洛伊岛以南约466公里处有一片小型环流发展出来，系统已经成为热带风暴。气象预测部门形容其上层环境“对热带气旋的强化很理想”，并预计其风速会在数天时间内达到每小时130公里。气旋预期将保持一个西北偏西方向走势朝加勒比西北部和墨西哥湾进发。到了8月18日，风速加快到每小时105公里，但是风暴前进速度的增加也导致其下层环流与深层对流分离。8月19日，风暴行进速度再度放缓，系统得以再度重组，并在牙买加的京斯敦以南约295公里处达到每小时110公里的最大持续风速。
达到最高风速后，虽然计算机模拟预测上层环境仍然有利于其发展，然而实际情况并非如此。由于不利的上层风影响，热带风暴尚塔尔位于主要对流区域西南偏西的中心开始变得模糊不清，风暴的组织性也变得混乱。到了8月20日清晨，飓风猎人的报告表明多个低层环流已经嵌入到一个大型低气压区域中。当天晚些时候风暴进入洪都拉斯湾，同时风切变的减少令系统再次组织起来并达到每小时110公里的最高风速，于8月21日清晨在墨西哥与伯利兹的边界实现登陆。起初的预测认为风暴将穿越尤卡坦半岛和坎佩切湾，在韦拉克鲁斯州进行第二次登陆。但实际上，尚塔尔在缓慢经过伯利兹陆地上空时逐渐减弱，到了8月21日晚些时候其对流已经明显减少，系统也在次日清晨减弱为热带低气压。其中的上层和中层环流转向东北方向移动，而下层环流则朝西南偏西的内陆继续进发。风暴继续减弱，最终于8月22日晚些时候在墨西哥的塔巴斯科州上空消散。

## 防灾措施

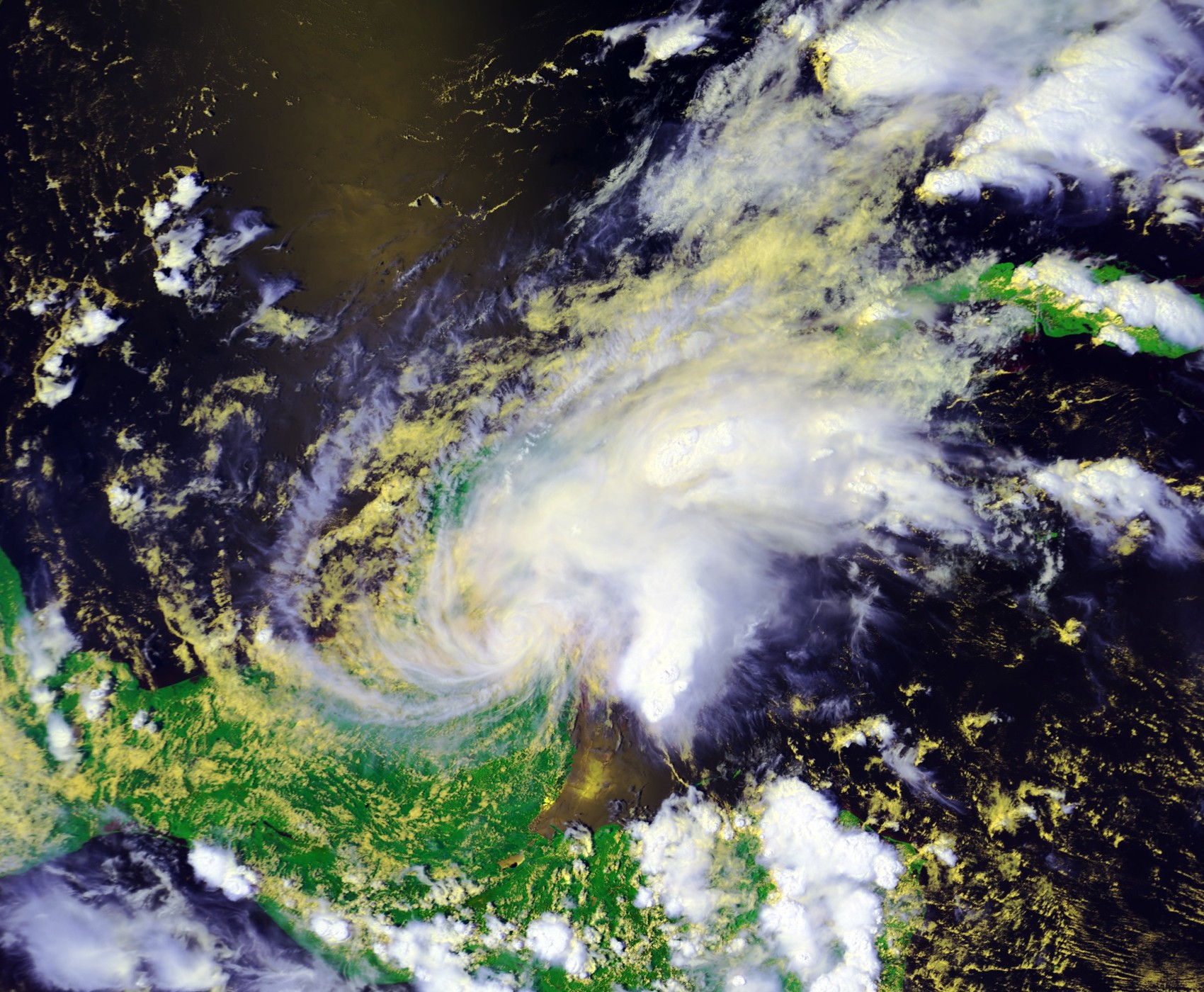
热带风暴尚塔尔于8月20日登陆

美国国家飓风中心于8月15日向巴巴多斯、圣文森特和圣卢西亚发布了热带风暴观察预警，次日由于气象预测认为系统将达到热带风暴强度，这些观察预警也相应升级为警告。此外向风群岛其他地区也发布了预警和警告。
8月17日晚些时候，由于预测风暴将会增强，牙买加政府向岛上发布了飓风观察预警。次日预警一度短暂升级为飓风警告，但由于风暴在加勒比海中部减弱，飓风警告又更改为热带风暴警告。该国官员建议渔民返回港口暂避，一些飞往诺曼·曼利国际机场（Norman Manley International Airport）的航班被取消。开曼群岛也收到了热带风暴警告，这里也开设了一个紧急避难所，并建议游客暂时离开群岛。
伯利兹和尤卡坦半岛东部约在风暴登陆前50小时收到热带风暴观察预警，约12小时后升级成了飓风预警。由于风暴已经不大可能会再大幅加剧，美国国家飓风中心向尤卡坦半岛大部分地区都补充发布了热带风暴警告，之后还向墨西哥坎佩切湾沿岸地区发布了热带风暴警告。随着风暴的逼定，近2500名生活在墨西哥东部易受灾地区的居民被疏散到了比较安全的地区。伯利兹有8000人被疏散，其中大部分生活在近海岛屿上。伯利兹政府开设了灾害应变中心并疏散了多家医院。约250班航班取消，部分遊船的行进路线也转移到了更安全的地点。

## 冲击

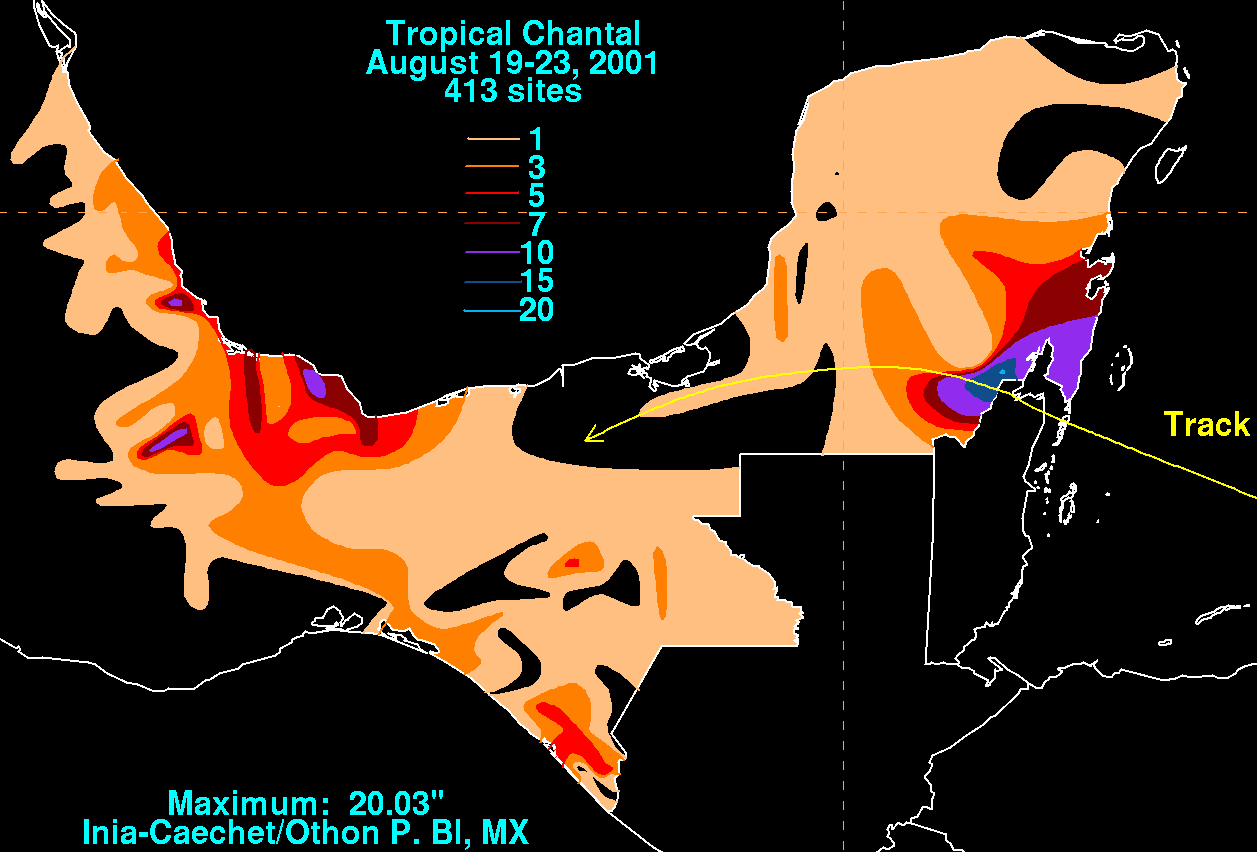
尚塔尔给墨西哥带去的降雨

尚塔尔以一股强烈的东风波形式穿越了背风群岛，马提尼克岛报告遭遇了持续风速每小时63公里的大风和每小时91公里的阵风。8月16日，系统引发的闪电致使特立尼达岛南部的两人死亡，这两人还是兄弟，该岛上还因暴雨而引发了洪水和道路冲蚀。
风暴在加勒比海东部行进时，其外围雨带给波多黎各和美属维尔京群岛带去了小到中雨。其中波多黎各降雨最多的是里奥彼德拉斯（Río Piedras），为61毫米。风暴经过牙买加南部时给当地带去了小雨和阵风。尚塔尔的外围雨带还对开曼群岛产生了影响。
在伯利兹，热带风暴尚塔尔给库尔克岛（Caye Caulker）带去了时速115公里的阵风，不过北面的对流带可能会有更强的风力存在。该国普遍有中等程度降雨，其中最多的达到249毫米。风暴造成的大浪还损坏了海堤和码头，强风与洪水也造成农业和基础设施受损，全国总计经济损失为400万美元（2001年美元，相当于710萬2025年美元）。
尤卡坦半岛也因这场热带风暴而出现阵风，其中切图马尔测得的风速最强，达到每小时100公里。风暴沿途普降中雨，切图马尔附近的一个监测站报告的最大降雨量达509毫米。尚塔尔的残留还给坎佩切湾沿岸地区带去了降雨。风暴刮倒了树木和电线杆，部分建筑也受到损伤。墨西哥东部的金塔纳罗奥州因暴雨而引发泥石流，部分地区与外界的交通因此中断。起初还有两名渔民在东南沿海失踪的报告，不过之后证实只是一场虚惊。总体上这场风暴所造成的损失很小。